# Diaspora serbe en Hongrie
La diaspora serbe en Hongrie est une minorité ethnique en Hongrie qui, selon le recensement de 2011, représente  7 210 personnes soit 0,1 % de la population.

## Localisation géographie
Des petites communautés serbes sont éparpillés dans la partie sud de la Hongrie. Des Serbes vivent dans la partie centrale du pays - dans les grandes villes comme Budapest et Szentendre. La seule municipalité avec une majorité ethnique serbe en Hongrie est Lórév / Lovra sur l'île de Csepel. Ce petit village de 307 personnes compte 180 habitants serbes en 2001 ainsi qu'un important "patrimoine culturel".

## Histoire
La présence des Serbes sur le territoire de l'actuelle Hongrie date du Moyen Âge. La mère du roi hongrois Géza II (1141-1162) était Jelena, une Nemanjić de la branche de Stefan Uroš Ier. À la cour de Géza II, Bélus, un frère de Jelena, a été un important palatin du Royaume de Hongrie.
Depuis le XIVe siècle, fuyant la menace de l'Empire ottoman, un grand nombre de Serbes ont émigré vers le royaume de Hongrie où beaucoup d'entre eux ont servi en tant que soldats. Après la bataille de Mohács en 1526, une grande partie de la Hongrie est devenue territoire ottoman. Au cours de la domination ottomane, les villes hongroises se sont vidées de leur population magyare et allemande. Pendant la même période, en particulier au XVIIe siècle, de nombreux Serbes, et autres immigrants slaves du Sud se sont installés en Hongrie. La plupart des soldats de l'Empire ottoman en Hongrie ont été des Slaves du Sud, principalement les Serbes islamisés (aujourd'hui Bosniaques).
Après que le territoire de l'actuelle Hongrie eut été libéré des ottomans par les Habsbourg, une nouvelle vague de réfugiés serbes a émigré vers la région en 1690 en raison du reflux autrichien (voir migrations serbes). Dans la première moitié du XVIIIe siècle, les Serbes et les Slaves du Sud étaient la majorité dans plusieurs villes de Hongrie, y compris à Buda, Szentendre, Baja, Pécs, Szeged, etc. Après les effets dévastateurs des ottomans sur ces villes, elles avaient cependant une très faible densité de population.
En 1698, plus de la moitié de la population de Pécs étaient des Serbes et des Croates. En 1715, la population de Buda comportait 1539 maisons, dont 769 étaient serbes et croates (principalement serbes), 701 allemandes, et 68 hongroises. En 1720, 88 % de la population de Szentendre étaient Serbes et Croates (principalement des Serbes). En 1720, la population de Szeged était de 193 maisons, dont 99 étaient serbes.

## Minorité serbe de Hongrie
La minorité serbe de Hongrie (magyarországi szerbek) désigne une minorité nationale reconnue officiellement par la loi hongroise sur les minorités nationales et ethniques. Elle dispose d'une réalité statistique lors des recensements de population et d'une réalité juridique à travers les collectivités des minorités (kisebbségi önkormányzat) qui disposent de compétences particulières pour fixer le calendrier de leurs fêtes et célébrations, contribuer à la préservation de leurs traditions et participer à l'éducation publique. Ces collectivités particulières peuvent ainsi gérer des théâtres publics, des bibliothèques, des institutions scientifiques et artistiques, attribuer des bourses d'études et dispenser de services en direction de leur communauté (aides juridiques notamment).
La branche hongroise de l'Église orthodoxe de Serbie est l'Éparchie de Buda de l'Église orthodoxe de Serbie basée à Szentendre.